# Adoniran Barbosa
Adoniran Barbosa, nome d'arte di João Rubinato (Valinhos, 6 agosto 1910 – San Paolo, 23 novembre 1982), è stato un cantante, compositore e attore brasiliano di origine italiana.
Viene unanimemente riconosciuto in Brasile come il padre del samba paulista.

## Biografia
João (Giovanni) Rubinato era figlio di Francesco (Francisco) Rubinato ed Emma Ricchini, immigrati italiani da Cavarzere, provincia di Venezia.
Durante un'iniziale carriera radiofonica, Rubinato interpretò vari personaggi, tra cui quello di "Adoniran Barbosa" che, a causa della grande popolarità ottenuta, finì per essere confuso con il proprio creatore.
Esordì come cantante nel 1949, avviando una fortunata esplorazione nel genere del samba. Negli anni 50 apparve in tre film, dopodiché si dedicò quasi esclusivamente alla musica, ritornando tuttavia a recitare sporadicamente nei decenni successivi come attore in telenovelas.
Tra le sue composizioni più celebri, si ricordano Samba do Arnesto, Trem das Onze e Tiro ao Álvaro, scritta insieme a Osvaldo Moles e affidata in gran parte alla voce di Elis Regina.
Morì nel 1982 per enfisema polmonare.

## Vita privata
Dal primo dei suoi due matrimoni gli nacque una figlia, Maria Helena, insegnante e traduttrice.

## Omaggi
- Il 5 giugno 2010 gli è stato intitolato in località Bellina/Marice, vicino a Cavarzere, un ponte sul fiume Adige.

## Principali canzoni
- 1951 - Malvina
- 1951 - Saudosa maloca
- 1952 - Joga a chave
- 1953 - Samba do Arnesto
- 1955 - As mariposas
- 1956 - Iracema
- 1956 - Apaga o fogo Mané
- 1958 - Bom-dia tristeza
- 1959 - Abrigo de vagabundo
- 1959 - No morro da Casa Verde
- 1960 - Prova de carinho
- 1960 - Tiro ao Álvaro
- 1964 - Luz da light
- 1964 - Trem das Onze
- 1964 - Trem das Onze com Demônios da Garoa
- 1965 - Agüenta a mão
- 1965 - Samba italiano
- 1965 - Tocar na banda
- 1965 - Pafunça
- 1967 - O casamento do Moacir
- 1968 - Mulher, patrão e cachaça
- 1968 - Vila Esperança
- 1969 - Despejo na favela
- 1972 - Acende o candeeiro
- 1975 - Fica mais um pouco, amor